# Avia BH-28
De Avia BH-28 is een Tsjechoslowaaks dubbeldekker verkenningsvliegtuig gebouwd door Avia. De BH-28 is ontworpen door Pavel Beneš en Miroslav Hajn en vloog voor het eerst in het jaar 1927. De BH-28 is ontwikkeld uit de BH-26 om te voldoen aan een verzoek van de Roemeense regering voor een verkenningsvliegtuig. De motor van de BH-26 werd vervangen door een Armstrong Siddeley Jaguar zoals gevraagd door de Roemenen. Toen het toestel af was werd het meegenomen naar Boekarest voor een demonstratie, maar er volgde geen bestellingen. Er is maar één prototype gebouwd.

## Specificaties

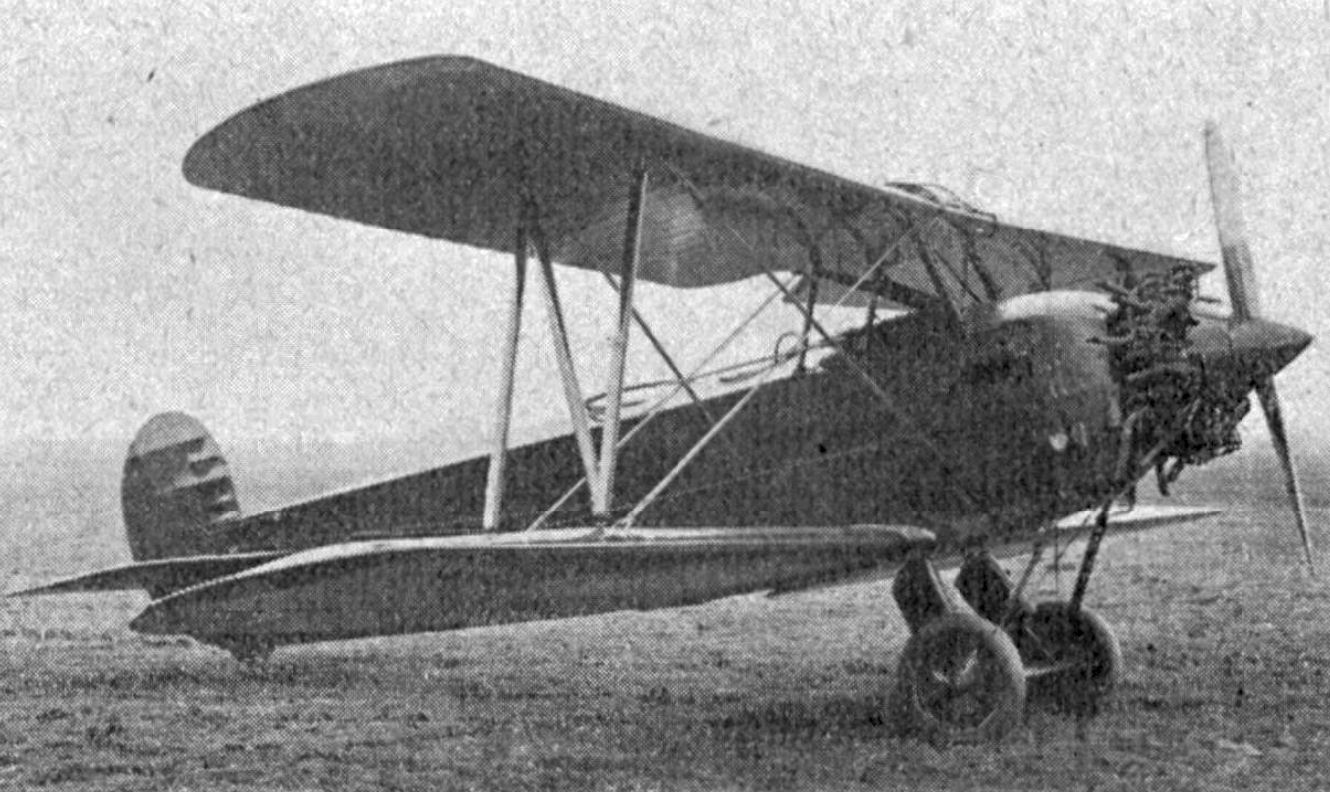
Avia BH-28

- Bemanning: 2, een piloot en een observeerder
- Lengte: 9,05 m
- Spanwijdte: 11,80 m
- Vleugeloppervlak: 36,5 m2
- Leeggewicht: 1 150 kg
- Volgewicht: 1 950 kg
- Motor: 1× Armstrong Siddeley Jaguar stermotor, 287 kW (385 pk)
- Maximumsnelheid: 230 km/h
- Vliegbereik: 900 km
- Plafond: 7 200 km
- Klimsnelheid: 3,3 m/s
- Bewapening:
  - 2× vooruit vurende machinegeweren
  - 1× flexibel machinegeweer voor de observeerder